# شبگرد کوهی
 شبگرد کوهی (نام علمی: Caprimulgus poliocephalus) نام یک گونه از تیره شبگردان است.